# Eugenia chavarriae
Eugenia chavarriae är en myrtenväxtart som beskrevs av Barrie. Eugenia chavarriae ingår i släktet Eugenia och familjen myrtenväxter.
Artens utbredningsområde är Costa Rica. Inga underarter finns listade i Catalogue of Life.